# Mroczki-Kawki
Mroczki-Kawki – wieś  sołecka w Polsce położona w województwie mazowieckim, w powiecie makowskim, w gminie Rzewnie.
W latach 1954–1959 wieś należała i była siedzibą władz gromady Mroczki-Kawki, po jej zniesieniu w gromadzie Rzewnie. W latach 1975–1998 miejscowość administracyjnie należała do województwa ostrołęckiego.
Wierni Kościoła rzymskokatolickiego należą do parafii św. Jacka w Rzewniu.